# RPG-32
RPG-32 (rus. РПГ-32) je ruski prijenosni protutenkovski raketni bacač.

## Povijest
Početkom 21. stoljeća vlade Jordana i Meksika su postigle dogovor s ruskom državnom tvrtkom NPO Bazalt o dizajniranju i razvoju modernog protuoklopnog oružja koje će moći uništiti neprijateljske tenkove čak i kad se ispred njih nalazi betonska prepreka. Za tvrtku to nije bio problem jer Rusija još iz vremena 2. svjetskog rata ima dugogodišnje iskustvo proizvodnje lakih i jeftinih protuoklopnih raketa. Također, NPO Bazalt je tijekom hladnog rata razvio čuveni raketni bacač RPG-7.
U konačnici, to je rezultiralo stvaranjem raketnog bacača RPG-32 koji je temeljen na prijašnjem modelu RPG-29.

## Opis
RPG-32 se sastoji od lansirne cijevi koja na sebi ima integriranu optiku i sustav okidanja. Rakete nisu integrirane te se prenose u tvornički projektiranim kovčezima. Lansirna cijev ima promjer 105 mm te može izbacivati rakete kalibra 105 i 72 mm. Za raketni lanser su namijenjene dvije vrste raketa: PG-32V (protutenkovska HEAT raketa) i TBG-32V (protuoklopna termobarička fragmentacijska raketa). Potonja može penetrirati u oklop debljine 650 mm, kreće se brzinom 140 metara u sekundi a učinkoviti domet joj iznosi 700 metara. Prema tvrtki NPO Bazalt, jedan lanser može ispaliti do 200 raketa.

## Korisnici
Osim Jordana i Meksika, vjeruje se da su licence također prodane Argentini i Brazilu.
- Rusija[1]
- Jordan: zemlja je jedna od prvotnih korisnica jer je financirala razvoj ovog projekta a njeni inženjeri imali su ulogu u RPG-ovom konačnom dizajnu.[1] Prva količina RPG-32 je isporučena 2008. godine.[2]
- Meksiko:[1] također jedna od prvotnih korisnica RPG-32.
- Argentina[1]
- Brazil[1]
- Libanon[1]

## Vanjske poveznice
- RPG-32 (Nash-Shab) Anti-Tank Weapon System, Jordan